# Haillicourt
 Haillicourt  es una población y comuna francesa, situada en la región de Norte-Paso de Calais, departamento de Paso de Calais, en el distrito de Béthune y cantón de Barlin.

## Demografía
| 6098 | 6089 | 5517 | 5370 | 5151 | 5007 |
| Para los censos de 1962 a 1999 la población legal corresponde a la población sin duplicidades (Fuente: INSEE [Consultar]) |      |      |      |      |      |